# Catedrala Sfinții Petru și Pavel din Sankt Petersburg
Catedrala „Sfinții Petru și Pavel” (în rusă Петропавловский собор, transliterat: Petropavlovski sobor) este o catedrală ortodoxă rusă situată în Fortăreața Petru și Pavel din Sankt Petersburg, Rusia. Ea este primul și cel mai vechi punct de reper din Sankt Petersburg, fiind construită între 1712 și 1733 pe insula Zaiaci de pe râul Neva. Catedrala și fortăreața au fost construite ambele în timpul domniei țarului Petru cel Mare, după proiectele lui Domenico Trezzini. Turnul clopotniță al catedralei este cel mai înalt turn clopotniță al unei biserici ortodoxe din lume. Din moment ce clopotnița nu este o construcție de sine stătătoare, ci o parte integrantă a clădirii principale, catedrala este, uneori, considerată cea mai înaltă biserică ortodoxă din lume. Mai există o altă biserică cu hramul Sfinții Petru și Pavel la Sankt Petersburg, în cadrul complexului Peterhof.

## Arhitectură
Actuala clădire, prima biserică de piatră din Sankt Petersburg, a fost proiectată de Trezzini și construită între 1712 și 1733. Turla aurită ajunge la o înălțime de 123 de metri și are în vârf un înger ținând o cruce. Acest înger este unul dintre cele mai importante simboluri ale orașului Sankt-Petersburg. 
Catedrala conține în interior un singur iconostas (perete care separă naosul bisericii de la altar). Iconostasul este în mod normal în Biserica Ortodoxă un perete plat străpuns de trei uși, ușile împărătești aflate în centru sunt folosite doar pentru intrările solemne, iar cele două uși laterale pentru intrarea și ieșirea clerului și a altor persoane în sau din altar. Cu toate acestea, iconostasul catedralei „Sf. Petru și Pavel” se înalță pentru a forma un fel de turn deasupra altarului.
Mai există, de asemenea, un carilon flamand, care a fost dăruit de autoritățile orașului flamand Mechelen, Flandra.

## Funcții bisericești
Catedrala este închinată Sfinților Petru și Pavel, sfinții patroni ai fortăreței (Sfântul Petru este patronul spiritual al orașului). Biserica actuală este cea de-a doua biserică construită pe acest loc. Prima biserică, construită imediat după fondarea orașului de către Petru cel Mare, a fost sfințită de către arhiepiscopul Iov de Veliki Novgorod în aprilie 1704. 
Biserica fortăreței a fost catedrală (adică biserică în care slujește episcopul orașului; termenul catedrală — sobor (собор) în limba rusă — poate însemna scaunul unui episcop, dar poate însemna, de asemenea, pur și simplu, o biserică mare sau importantă) a orașului până în 1859, când Biserica Sfântul Isac a devenit catedrala orașului. Actuala catedrală a Mitropoliei de Sankt Petersburg este Catedrala Kazan de pe Nevski Prospekt.
Catedrala a fost închisă în 1919 și transformată în muzeu în 1924. Ea îndeplinește încă funcționalitatea oficială de muzeu; serviciile religioase, cu toate acestea, au fost reluate în anul 2000.

## Morminte imperiale

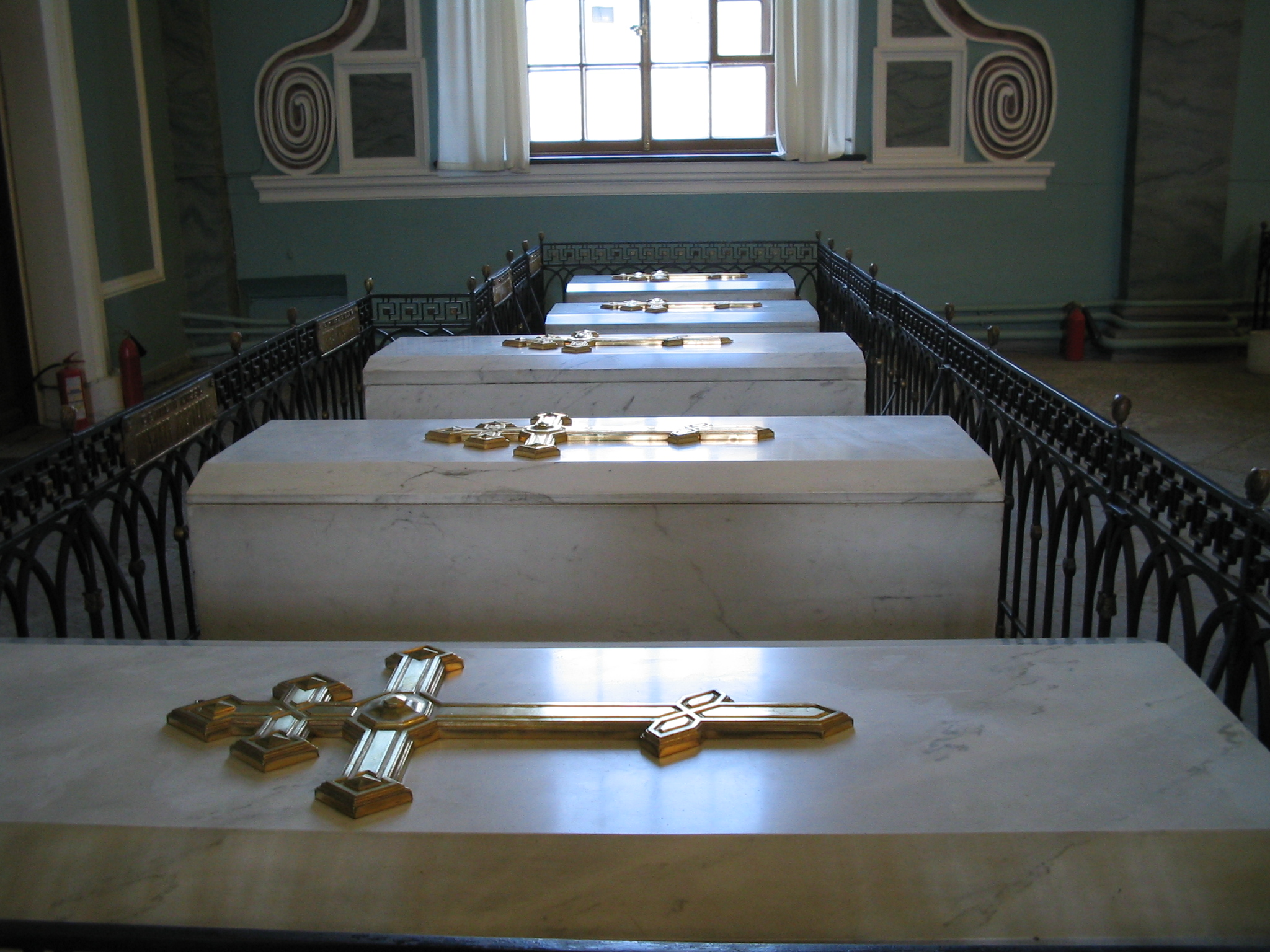
Morminte în interiorul catedralei

Catedrala adăpostește rămășițele pământești ale aproape tuturor țarilor și țarinelor Rusiei de la Petru cel Mare la Nicolae al II-lea și familia sa, care au fost aduși pentru a fi înmormântați aici în iulie 1998. Printre țarii și țarinele Rusiei care se află înmormântați aici este și Ecaterina cea Mare, țarină a Rusiei timp de 34 de ani. 
Dintre conducătorii Rusiei de după Petru cel Mare, doar Petru al II-lea și Ivan al VI-lea nu sunt îngropați aici. Petru al II-lea este înmormântat în Catedrala Sfântul Arhanghel Mihail de la Kremlin; Ivan al VI-lea a fost executat și îngropat în fortăreața Șlisselburg sau la Holmogorî (presupusa descoperire de la Holmogorî, în 2010, este cercetată în prezent sub aspect medico-criminalistic).
Maria Feodorovna, țarina Rusiei, a fost reînmormântată în Catedrala Sfinții Petru și Pavel pe 28 septembrie 2006, la 78 de ani de la moartea ei. Soție a țarului Alexandru al III-lea și mamă a lui Nicolae al II-lea (ultimul țar rus), Maria Feodorovna a murit pe 13 octombrie 1928 în exil în țara ei natală, Danemarca, și a fost îngropată în Catedrala Roskilde din Danemarca. În anul 2005, guvernele Danemarcei și Rusiei au ajuns la un acord prin care rămășițele pământești ale țarinei să fie aduse la Sankt Petersburg, în conformitate cu dorința ei de a fi înmormântată alături de soțul ei.

## Turnul clopotniță

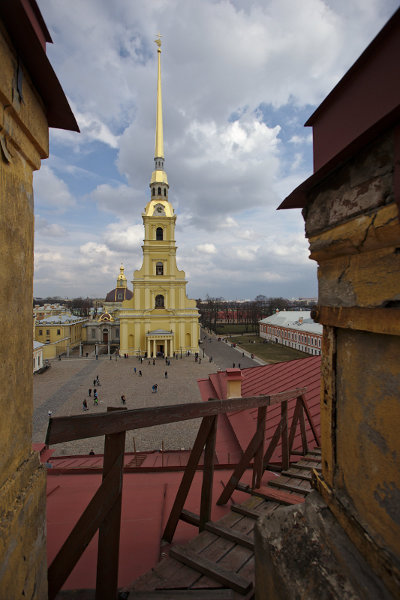
Catedrala Sfinții Petru și Pavel.

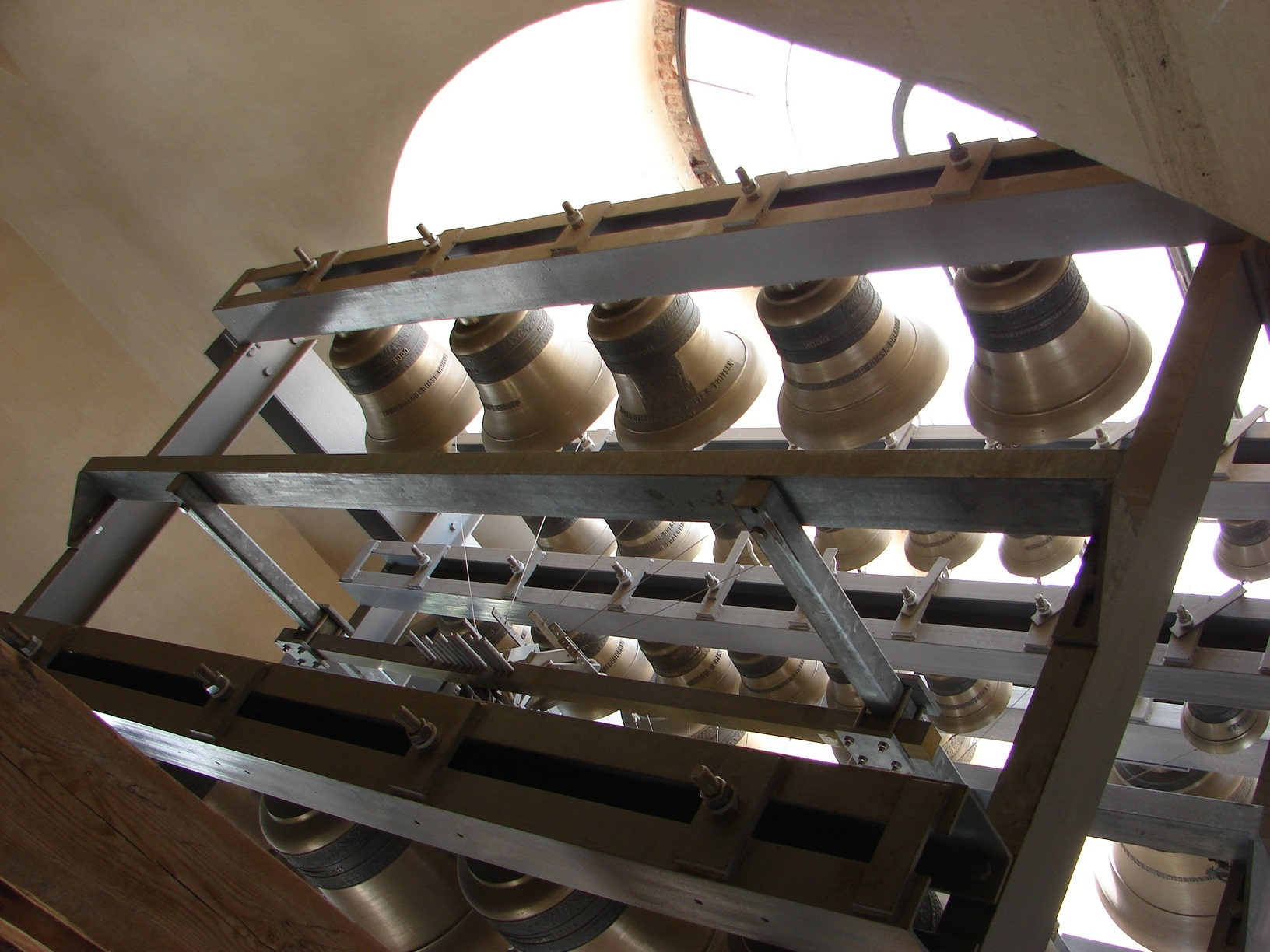
Carilonul

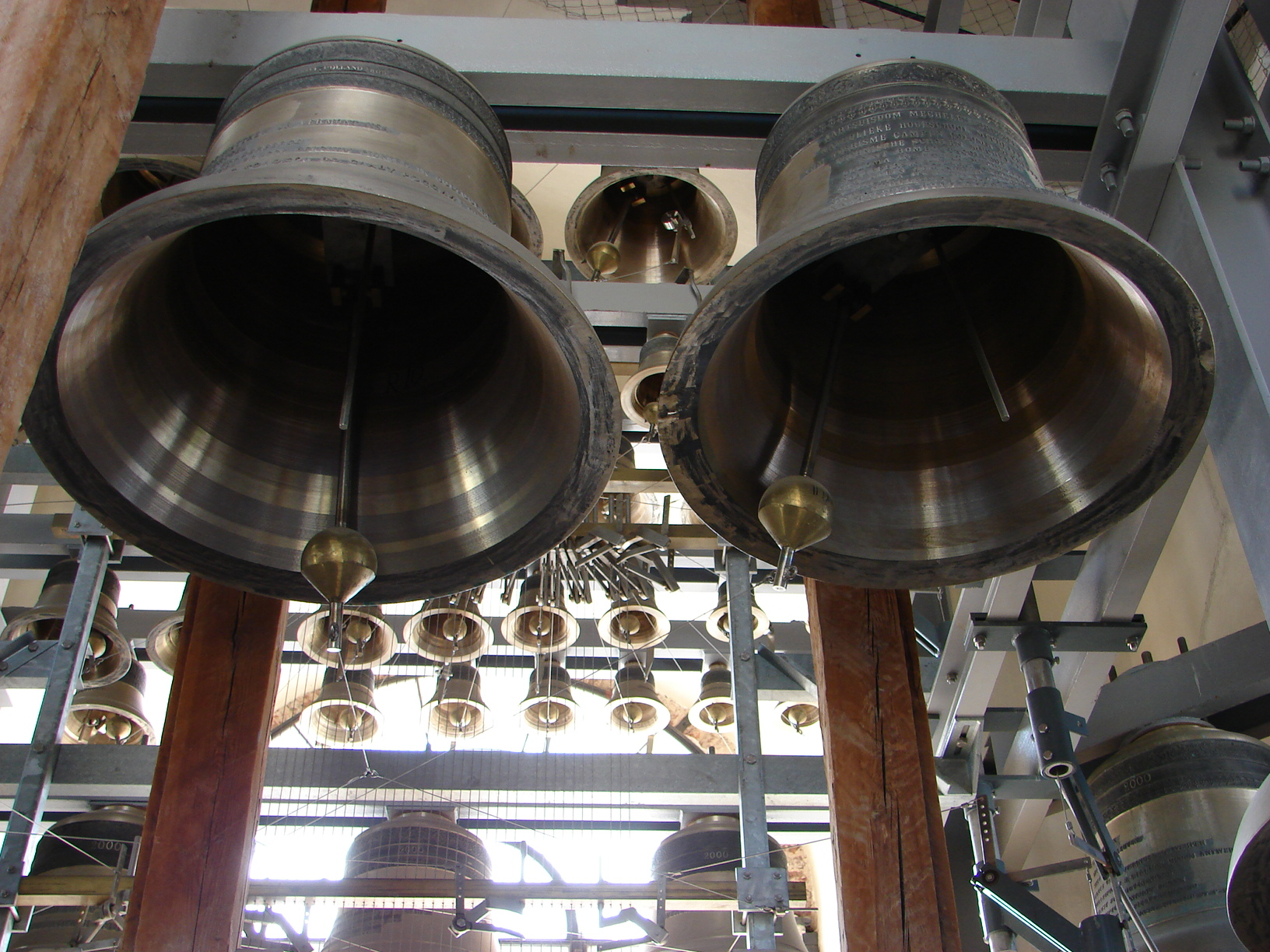
Cele mai mari clopote ale carilonului

Turnul clopotniță (cu spire) este imaginea caracteristică dominantă a acestei catedrale și a fortăreței. 
El îndeplinește mai multe funcții, ca parte a edificiului:
- Este un simbol arhitectural, un element important al Fortăreței Petru și Pavel.
- Conține o parte a necropolei imperiale - mormintele se află la parter.
- Are un paratrăsnet pentru protejarea catedralei.
- Conține o platformă de vizionare la care se poate urca o dată pe oră de la 12:00 până la 18:00.
- Adăpostește un carilon care oferă periodic concerte de muzică.

Restauratorii care curățau îngerul de pe turlă în 1997 au găsit un bilet într-o sticlă aflată într-unul dintre faldurile robei îngerului. În acea notă, restauratorii din 1953 își cereau scuze pentru ceea ce au simțit că ar fi o lucrare în grabă și de mântuială (premierul sovietic Nikita Hrușciov dorea ca îngerul să fie renovat pentru cea de-a 250-a aniversare a orașului). Se spune că restauratorii din 1997 au lăsat un mesaj pentru generațiile viitoare, dar conținutul mesajului nu a fost dezvăluit.

### Istoria carilonului
Când Petru cel Mare a vizitat Olanda în 1690, a auzit cariloanele Hemony din Amsterdam și Leiden cântând toate cele 24 de ore ale zilei, automat la fiecare sfert de oră. Mai târziu, în 1717, el a vizitat Flandra incognito și a urcat în turnul Catedralei Notre Dame din Anvers, unde trebuie să fi auzit cântecul unuia dintre cele două cariloane Hemony într-unul din turnurile catedralei. El a fost impresionat de sunetul carilonului și a dorit ceva asemănător pentru noua catedrală din Sankt Petersburg. A comandat aducerea în 1720 a unui carilon din Olanda. Singurul fabricant de clopote din Amsterdam de la acea vreme era Jan Albert de Grave, ce era căsătorit cu văduva lui Claude Fremy. Acest Claude Fremy era un fost ucenic al lui Hemony. Se presupune că Jan Albert de Grave a fost cel care a realizat carilonul catedralei ruse. Câțiva ani mai târziu, el a făcut, de asemenea, un carilon pentru Potsdam. Oamenii din Sankt-Petersburg au putut asculta acest instrument bine reglat doar o scurtă perioadă de timp. În 1756 turnul a luat foc și s-a prăbușit în urma unei furtuni puternici. Toate clopotele au fost pierdute. 
Johann Derck a turnat clopotele și ceasornicarul Barend Oortkras din Haga le-a adus la Sankt Petersburg pentru a le instala. Când a ajuns, turnul nu era încă reconstruit așa că nu a putut instala clopotele. Oortkras a rămas la Sankt-Petersburg, dar a murit în sărăcie în 1764, înainte ca reconstrucția turnului să se fi terminat. Acest nou carilon a fost instalat în anul 1776 de către ceasornicarul german Johann Erdmann Rudiger. Rudiger a fost angajat, de asemenea, pentru a le pune în funcțiune. Clopotele turnate de Derck nu aveau un sunet suficient de melodios, iar astfel unele clopote au fost turnate din nou de către fabricanți ruși în secolul al XIX-lea. Nici acestea nu erau perfecte, de aceea a fost confecționat, în 2001, un nou set de 51 de clopote în partea de sud a Olandei. Clopotele au fost turnate și instalate de către turnătoria regală Petit & Fritsen din Aarle-Rixtel, provincia olandeză Brabantul de Nord. 
Carilonul este compus din 51 de clopote cu o greutate brută de 15.160 kg; cel mai mare clopot are o greutate de aproximativ 3 tone, iar cel mai mic de numai 10 kg. Carilonul are o gamă de patru octave, astfel încât poate cânta o mare parte din muzica clasică și modernă.
Carilonul catedralei Sfinții Petru și Pavel este un cadou acordat orașului Sankt Petersburg de către guvernul Flandrei și de mai mult de 350 de sponsori din diferite țări. Contribuția a fost prezentată în numele Majestății Sale Regina Fabiola a Belgiei, al Fondului belgian Regele Boudewijn, al guvernului provinciei Flandra, al autorităților mai multor orașe și comunități flamande, plus întreprinderi și instituții financiare, comunități culturale, școli și universități și, de asemenea, cetățeni obișnuiți din Belgia, Rusia, Anglia, Germania, Lituania, Olanda, Noua Zeelandă, Portugalia, SUA și Japonia.

## Galerie

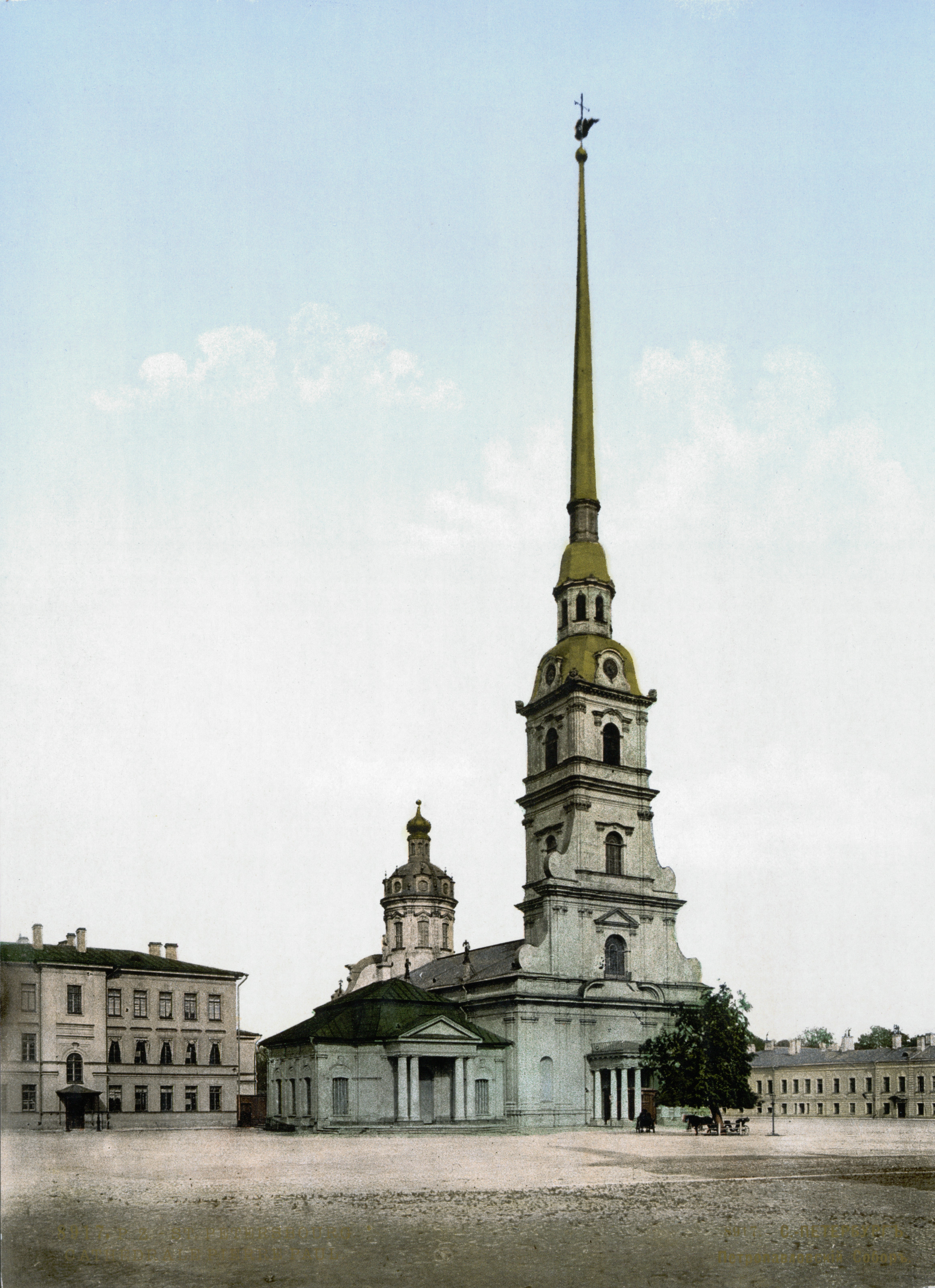
Catedrala reprezentată pe o ilustrată veche
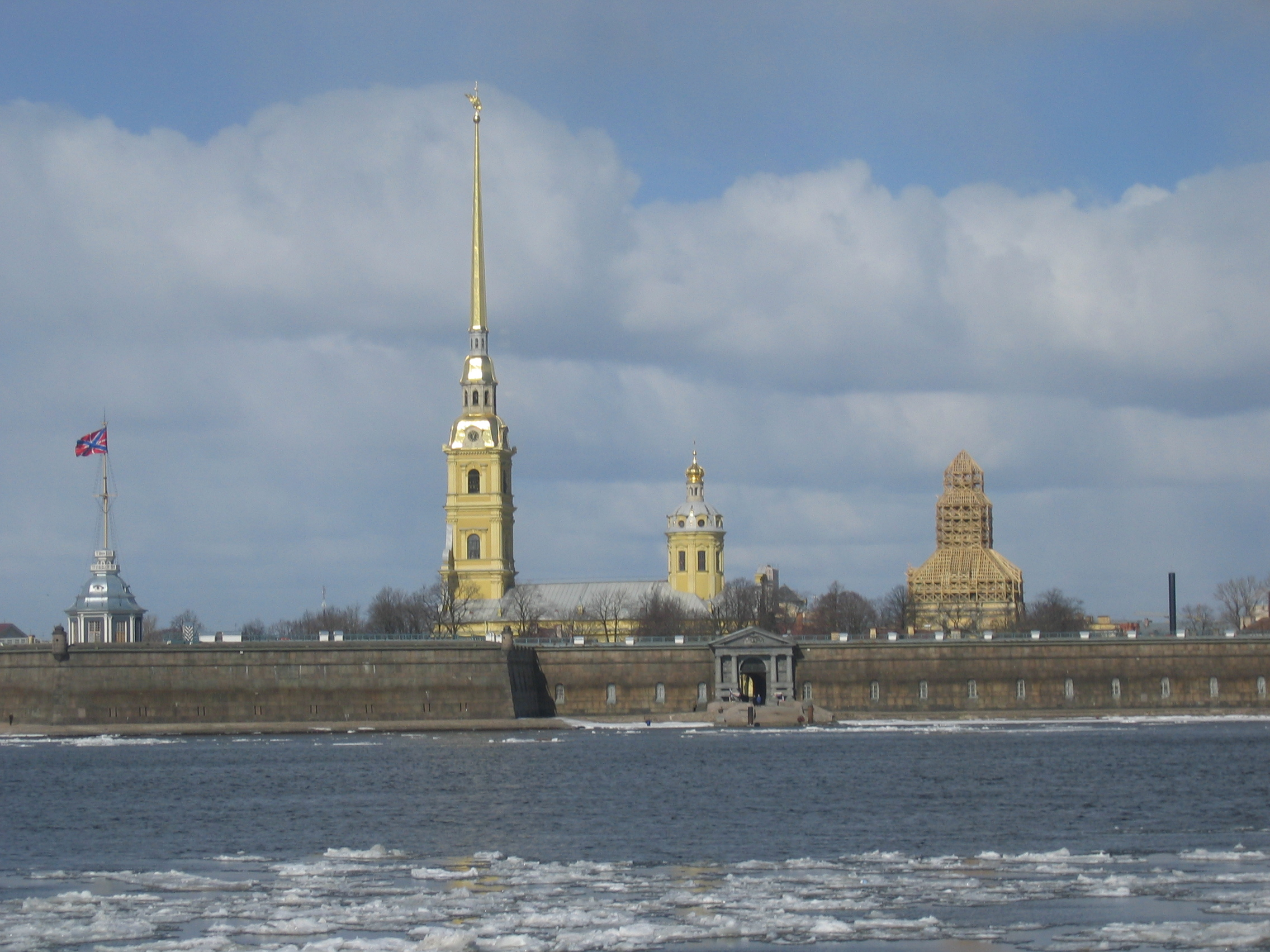
Vedere a catedralei de peste Neva
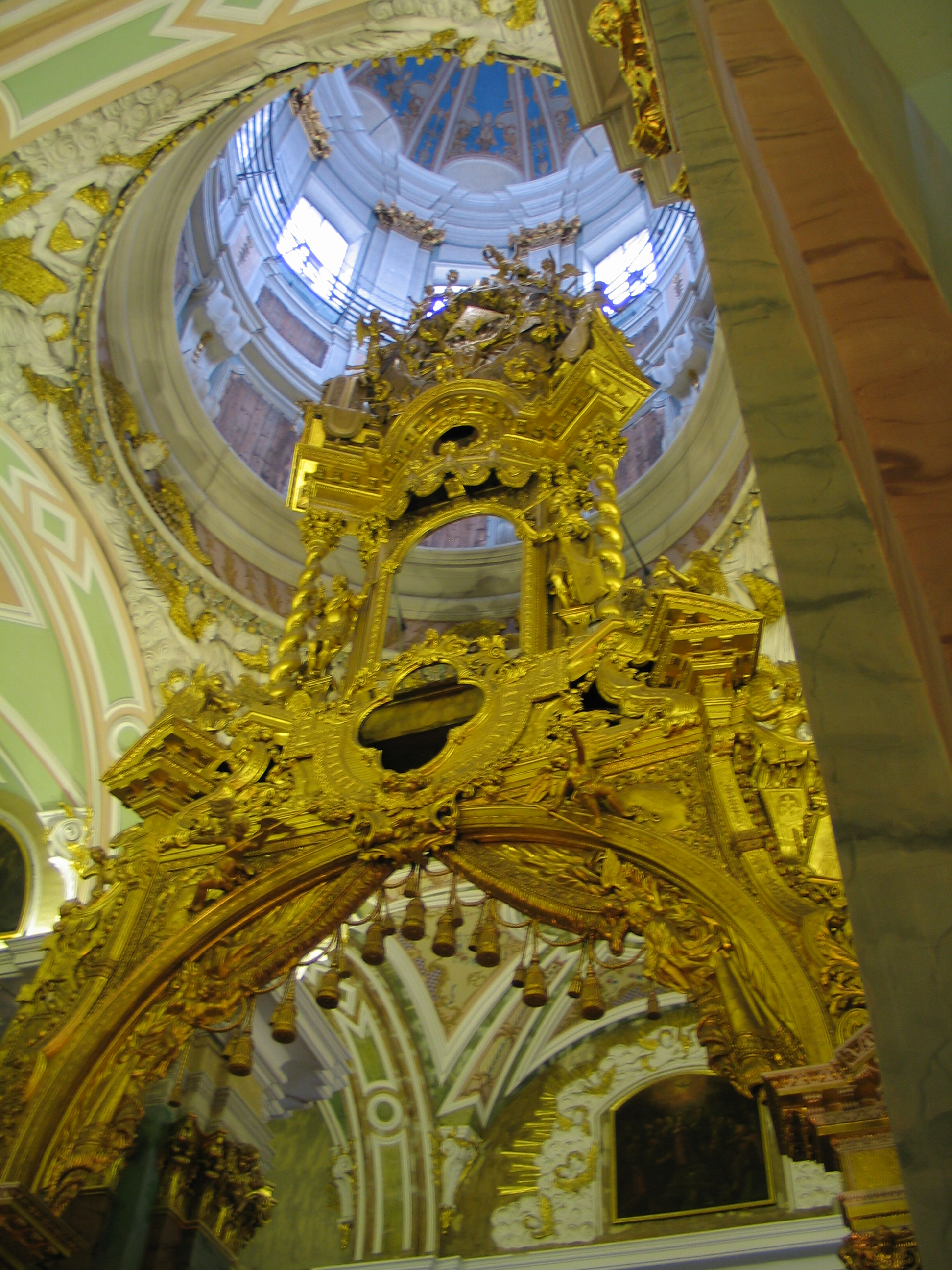
Partea superioară a iconostasului
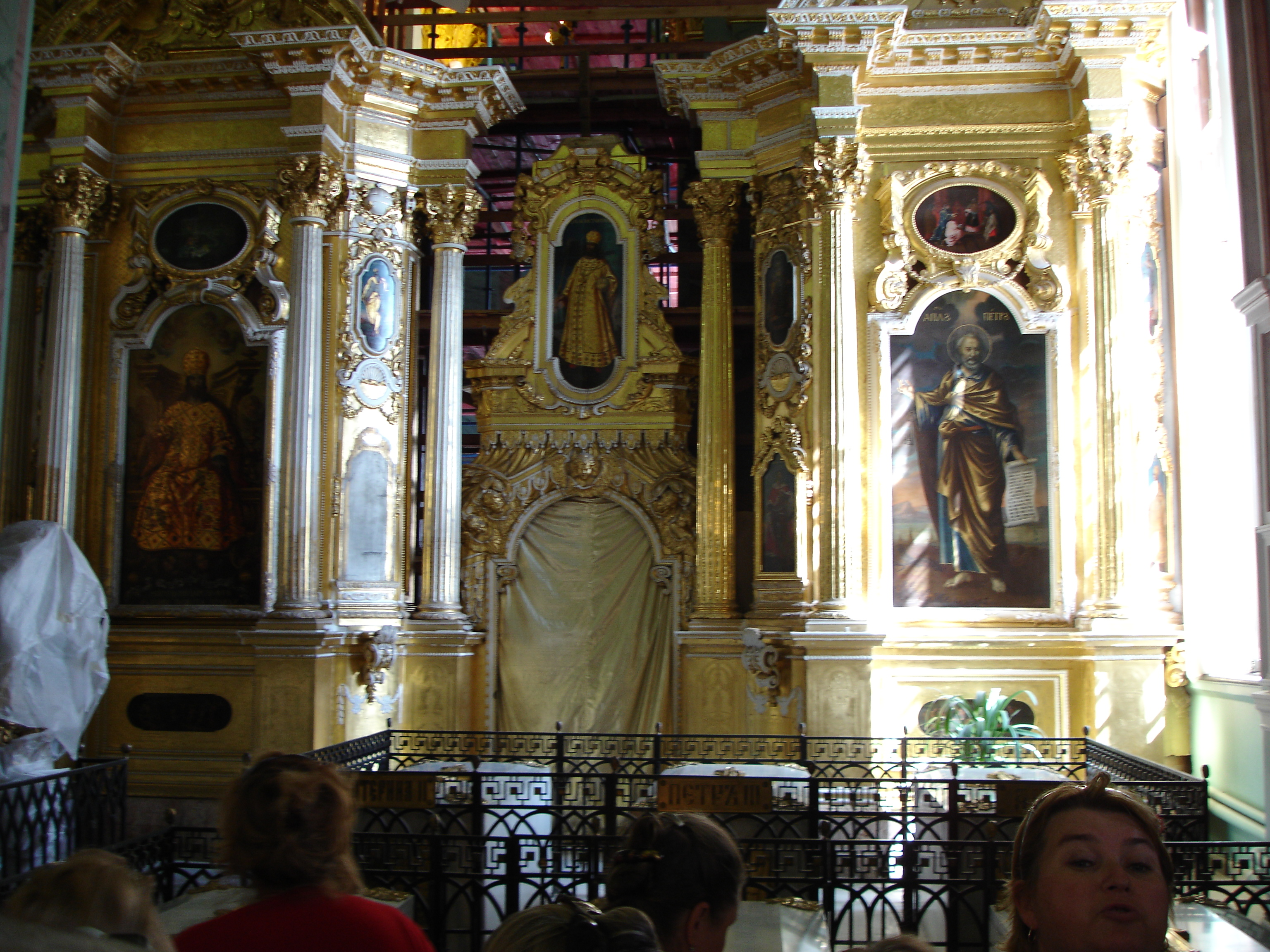
Uși diaconești și partea inferioară a iconostasului
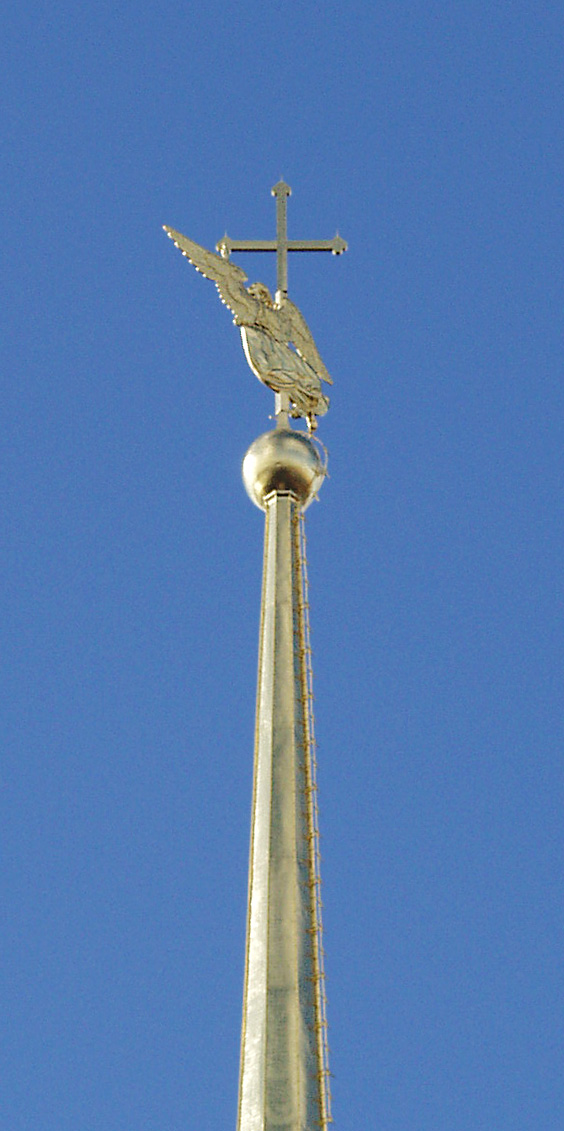
Îngerul de pe acoperișul turlei
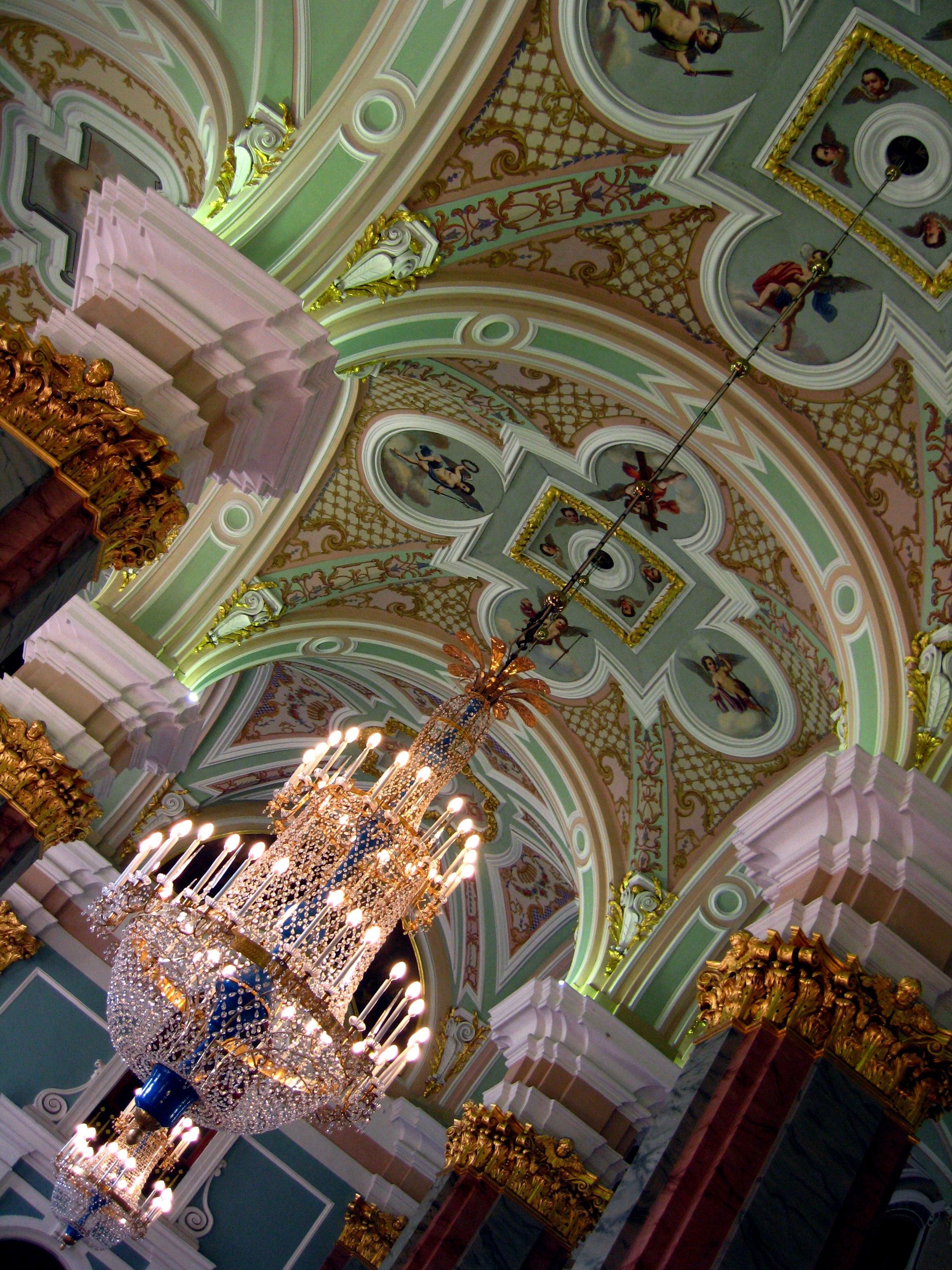
Tavanul din mozaic și un candelabru
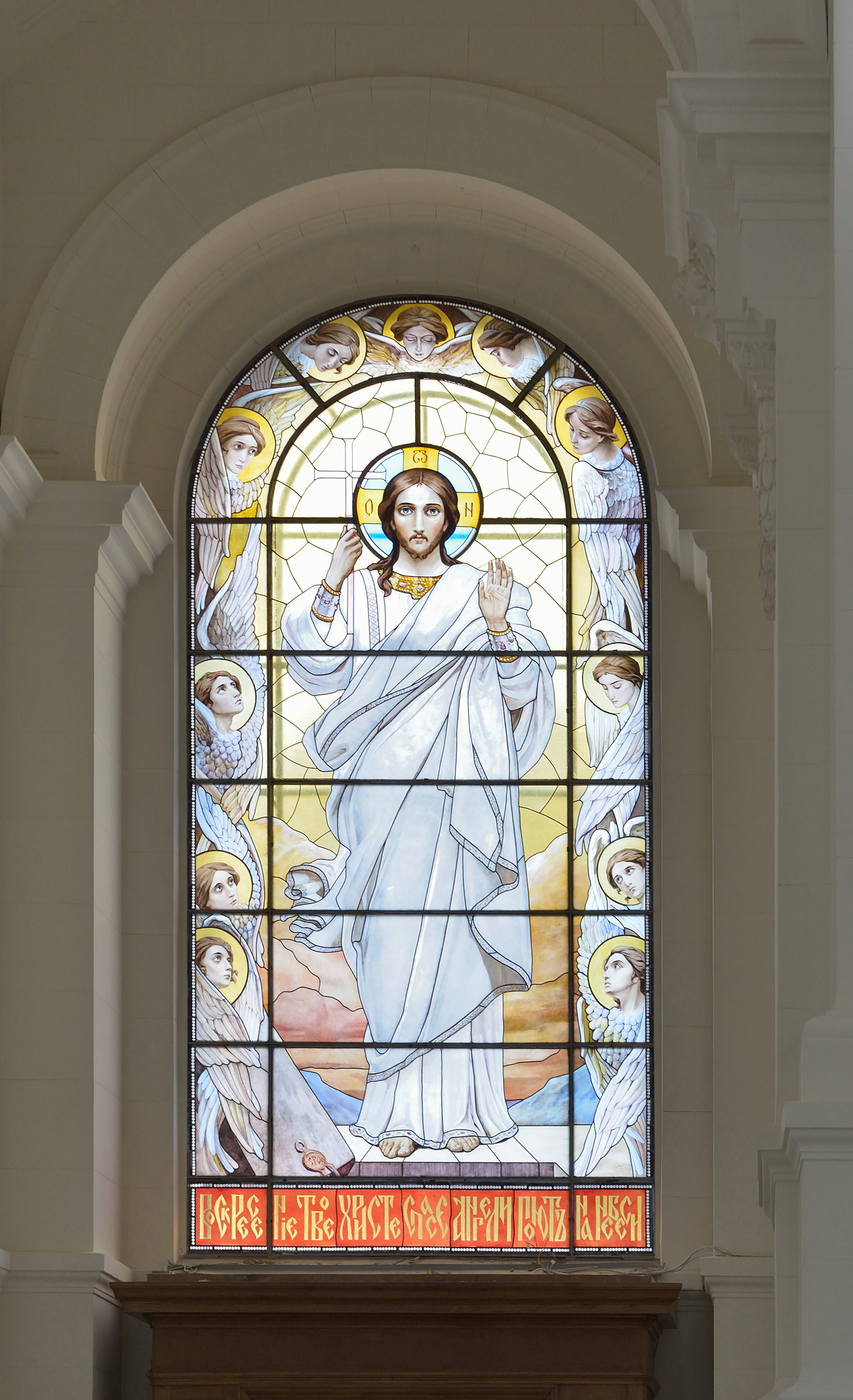
Vitraliu
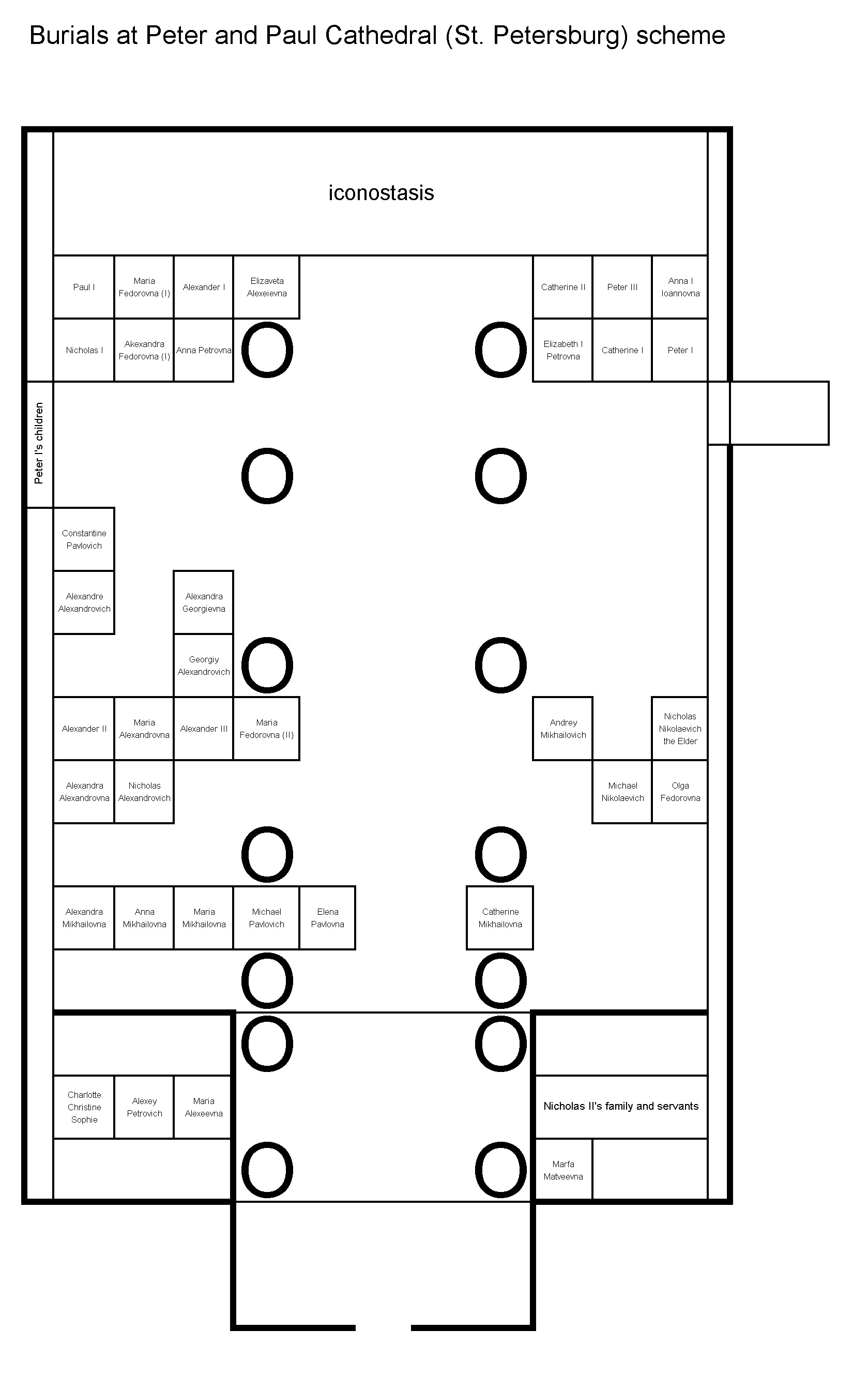
Desen cu amplasarea mormintelor țarilor
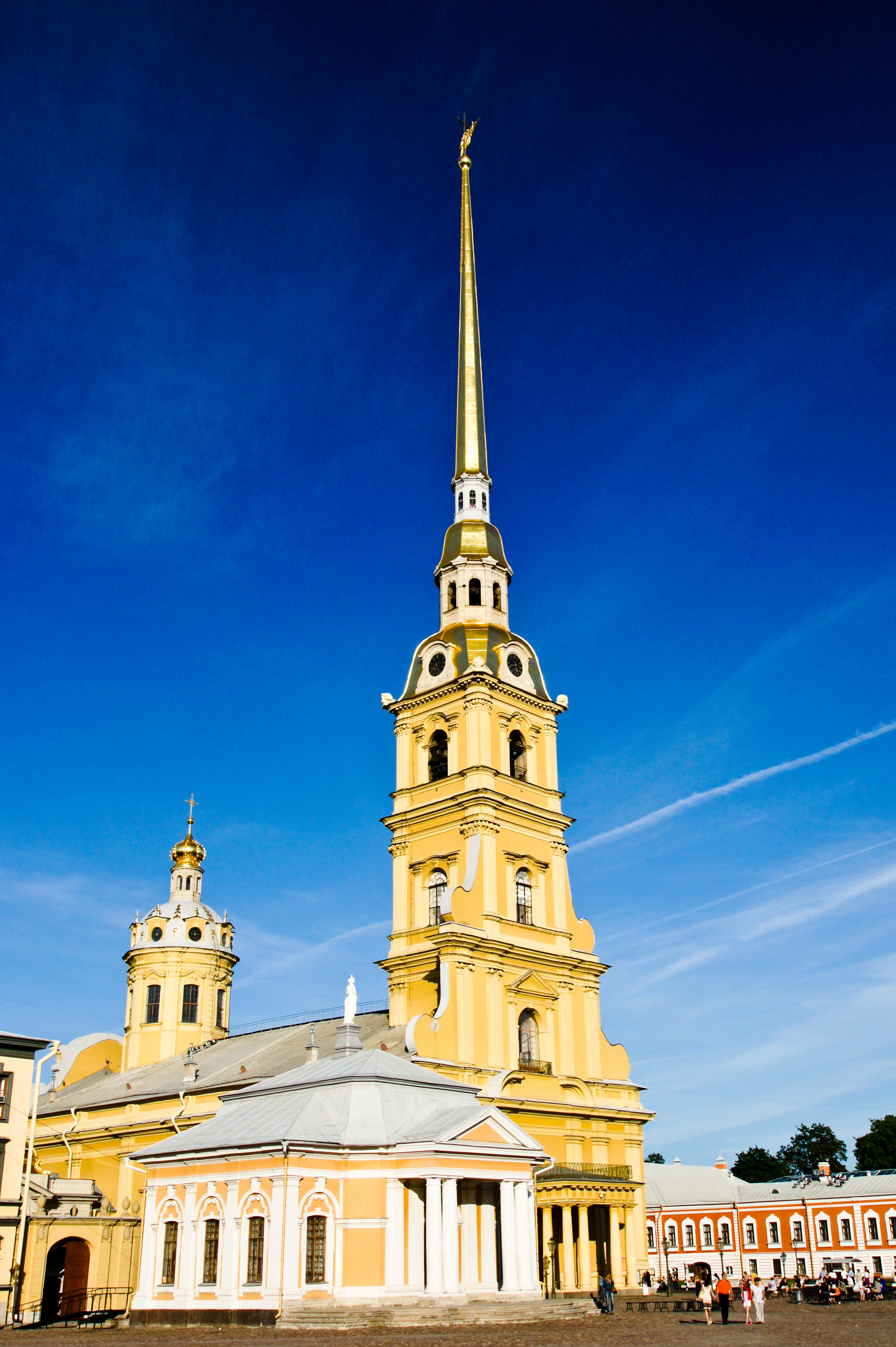
Catedrala Sfinții Petru și Pavel din Sankt Petersburg
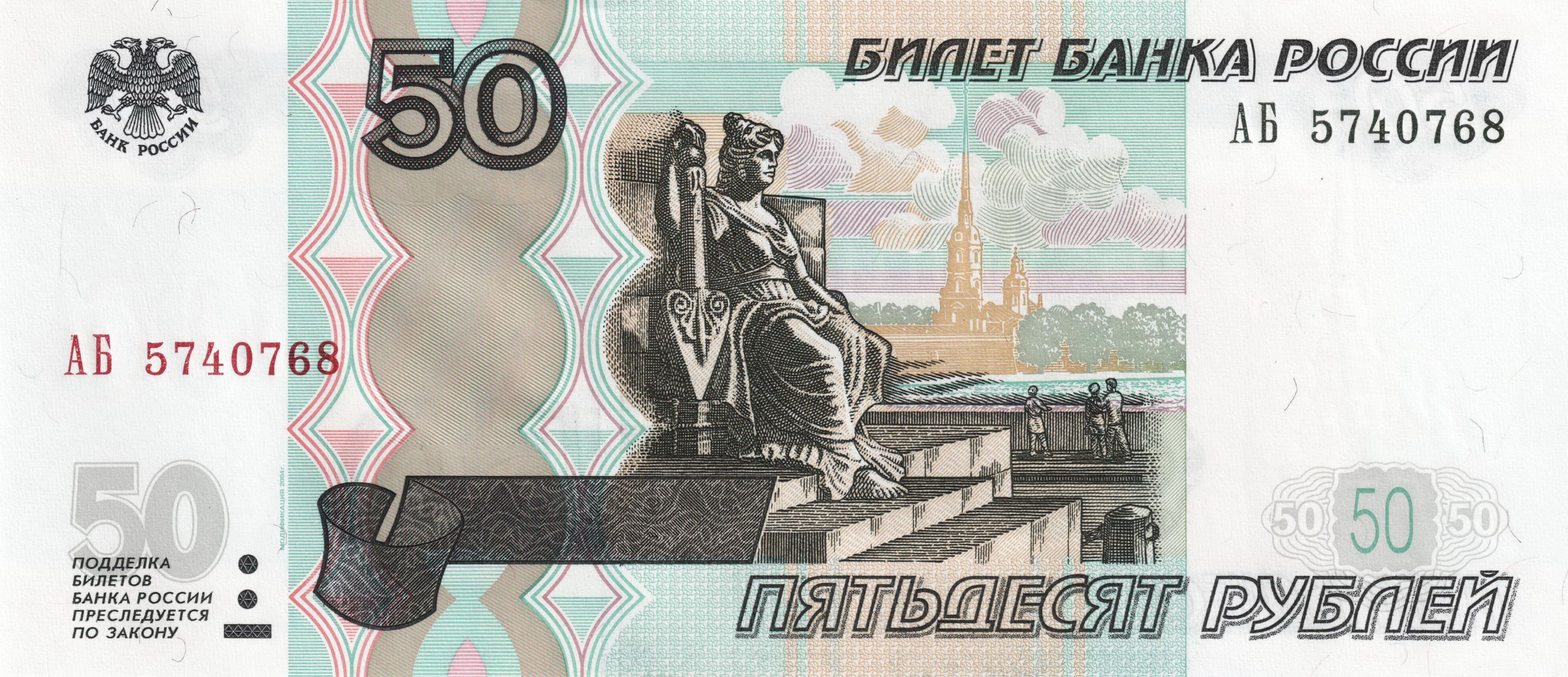
Coloană rostrală și Catedrala Sfinții Petru și Pavel pe o bancnotă de 50 de ruble rusești (catedrala apare și în imaginea latentă)

## Legături externe
- Materiale media legate de Peter and Paul Cathedral la Wikimedia Commons